# Новосибирский авиаремонтный завод
«Новосибирский авиаремонтный завод» (АО «НАРЗ») - предприятие холдинга «Вертолеты России». Расположено в «Новосибирске на аэродроме Новосибирск—Северный».
НАРЗ осуществляет капитальный ремонт и техническое обслуживание всех модификаций вертолётов Ми-8/17, Ми-24, Ми-26, а также их систем и агрегатов. Завод предоставляет гарантийное обслуживание в течение всего межремонтного ресурса, а также дополнительный сервис, обеспечение запасными частями и агрегатами и многое другое.
Почти 50-летний опыт ремонта и обслуживания вертолётов типа «Ми» позволил создать предприятию уникальную технологию, обеспечивающую высокое качество и надежность в сочетании с относительно низкой себестоимостью ремонта. За это время предприятием отремонтировано более 6,5 тысяч различных вертолётов.
С 2000-х годов НАРЗ активно занимается модернизацией вертолётов и их переоборудованием в различные варианты специального назначения — патрульный, поисково-спасательный, пожарный, санитарный, класса «люкс».
Завод имеет разветвлённую сеть обслуживания и ремонта вертолётов марки «Ми» за рубежом — в Колумбии, ОАЭ, Судане и Киргизии. Управляющий директор - Киямов Игорь Ринатович.

## История
«Новосибирский авиаремонтный завод» создавался на базе авиамастерских, эвакуированных из Москвы во время Великой Отечественной войны.
Дата рождения завода — 1 декабря 1941 года: в этот день был испытан первый отремонтированный двигатель.
Во время Великой Отечественной войны в 1941—1945 годах завод работал без выходных дней. Было восстановлено 232 боевых самолета и 658 авиадвигателей, в том числе и трофейные, которые не имели сопроводительной конструкторской документации.
В 1965 году «Новосибирский авиаремонтный завод» начал специализироваться на ремонте и техническом обслуживании вертолётной техники. Со временем завод стал ведущим предприятием в стране по ремонту вертолетов разработки ОКБ им. Миля.
В 1995 году завод стал одним из структурных подразделений «Русской вертолетной компании». Компания в основном работала в республике Алтай, где в условиях горной местности вертолеты жизненно необходимы.
С середины 90-х годов «НАРЗ» существенно расширил сферу своей деятельности проведением ремонтно-восстановительных работ на базе заказчика. Сегодня АО «НАРЗ» обеспечивает летную годность практически всем типам машин семейства «Ми» — как гражданским, так и военным.
В декабре 2012 года «Новосибирский авиаремонтный завод» в соответствии с решением, принятом на общем собрании акционеров общества, вошёл в холдинг «Вертолёты России». Став частью российского вертолётного холдинга, АО «НАРЗ» не только сможет модернизировать и расширить свою деятельность, но также поможет обеспечить сервис и техническое обслуживание большему количеству вертолётной техники российского производства.